# Кал
Кал (лат. faeces), фекалії, екскременти — сукупність відходів життєдіяльності та неперетравлених залишків їжі тварин і людини, які виділяються у зовнішнє середовище з дистального закінчення товстої кишки у процесі акту дефекації.

## Кал людини

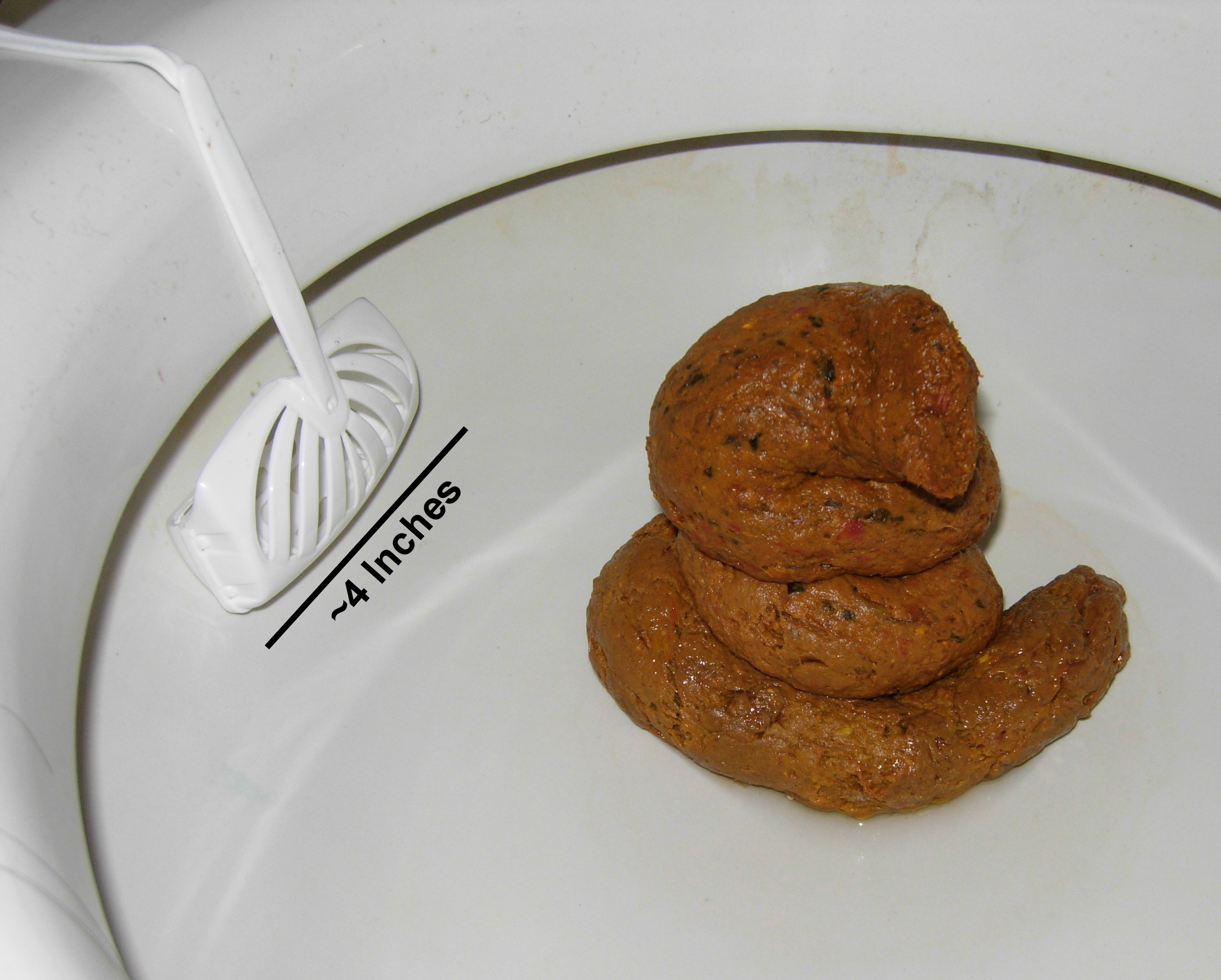
Кал людини

За добу утворюється 100—200 г калу, до складу якого входить 75-80 % води. Сухий залишок містить целюлозу та інші неперетравлені речовини, 10-30 % бактерій, 10-15 % неорганічних речовин, близько 5 % жиру, слизу, злущеного епітелію. Колір калових мас зумовлений продуктами розкладу жовчних пігментів, а запах — сірководневими органічними кислотами.

## Бактеріологічне дослідження копрокультури (англ.Stool test)
Зазвичай при бактеріологічному дослідженні фекалій здорової людини звертають увагу на загальну кількість кишкової палички (300—400 млн/г), кількість кишкової палички зі слабко вираженими ферментативними властивостями (до 10 %), лактозонегативних ентеробактерій (до 5 %), кокових форм у загальній сумі мікробів (до 25 %), біфідобактерій (107 і більше).
Патогенних мікроорганізмів родини кишкових, гемолізуючої кишкової палички, стафілококу, протеобактерій, грибів роду кандида та інших бактерій у фекаліях здорової людини не повинно бути.